# Anime News Network
Anime News Network (ANN) este un site despre știri din industria anime care raportează despre anime, manga, muzica pop Japoneza și alte domenii ce pot fi considerate otaku din interiorul Americii de Nord și Japoniei. În plus, uneori conține articole din zona anglofona sau alte zone din lume. Situl oferă note și alte conținute editoriale, forumuri unde cititori pot discuta topicuri curente și evenimente, și o enciclopedie care conține un număr mare de serii anime și manga cu informații despre staff-ul japonez sau englezesc, cântece tematice, rezumate ale intrigii, și notele seriei.
Fondat în iulie 1998 de Justin Sevakis, situl susține că este cea mai bună sursă (în limba engleză) pentru informații despre serii anime și manga de pe Internet. Situl operează o revistă intitulata Protoculture Addicts. Situl are versiuni diferite pentru conținutul știrilor pentru audiența din Statele Unite și Australia.

## Istorie
Anime News Network a fost fondat de Justin Sevakis în iulie 1998. În mai 2000, actualul editor-sef Christopher Macdonald a intrat în echipa editorială a sitului, înlocuidu-ul pe Isaac Alexander.
În toamna lui 2004, staff-ul editorial al ANN începe să lucreze la revista Protoculture Addicts; aceasta începe a fi publicată sub controlul editorial al ANN din ianuarie 2005.
Pe 7 septembrie 2004, newsletter-ul online al Canalului Sci Fi, Sci Fi Weekly, numește situl drept "Web Site of the Week".
În ianuarie 2007, situl lansează o versiune separată pentru audiența australiană. Mai târziu, în luna octombrie a aceluiaș an, Macdonald devine panelist la ICV2 Conferința despre Anime si Manga din New York, susținută pe decembrie 2007.
În februarie 2008, Anime News Network a fost clasat pe locul doi din Topul 25, o listă a celor mai bune situri anime, de către situl Active Anime.

## Trăsături
Anime News Network publică articole de știri despre anime și manga care sunt cercetate de staff-ul ANN. Alți colaboratori, cu discreția staff-ului, contribuie prin articole de știri. 
Situl menține o listă cu titluri anime și manga, precum și o listă a oamenilor și companiilor implicate în producerea acestora, pe care o numește "enciclopedie". Situl găzduește mai multe coloane, inclusiv o coloană de întrebări și răspunsuri numită "Hey Answerman", o coloană de recenzii numită "Shelf Life", și o listă a diferențelor între versiunile originale și cele aditate ale seriilor denumită "The Edit List". Membri staff-ului ANN își publică și propiile bloguri, găzduite pe site.
Situl găzduește și forumuri, care pot însoți articolele de știri pentru purtarea de discuții. Anime News Network mai găzduește și un canal IRC pe rețeaua WorldIRC, #animenewsnetwork.